# Waldbrand im Primkenauer Forst
Der Waldbrand im Primkenauer Forst wurde am 15. August 1904 durch den Funkenflug einer Dampflokomotive ausgelöst, vernichtete das Dorf Neuvorwerk in Niederschlesien und große Waldflächen in der Umgebung.

## Ausgangslage
Südwestlich von Prinkenau liegt ein ausgedehntes Waldgebiet, das überwiegend Herzog Ernst Günther von Schleswig-Holstein-Sonderburg-Augustenburg, Schwager Kaisers Wilhelm II., gehörte. Das Waldgebiet wurde von der Bahnstrecke Berlin – Cottbus – Forst (Lausitz) – Breslau, die damals ausschließlich von Dampflokomotiven befahren wurde, durchschnitten. Beiderseits der Strecke wurden deshalb von der Preußischen Staatseisenbahn Brandschutzstreifen freigehalten.
Der August 1904 war sehr heiß und trocken. Zugleich herrschte am 15. August 1904 starker Westwind. Die Eisenbahn hatte entlang der Strecke Arbeiter stationiert, die verhindern sollten, dass durch Funkenflug von den Dampflokomotiven ein Waldbrand ausbrach.

## Verlauf
Gegen 8 Uhr morgens lösten Funken der Lokomotive des Güterzugs 9303 auf der Durchfahrt von Liegnitz nach Sagan (Schlesien) dann doch ein Feuer aus. Die Arbeiter der Bahn konnten es nicht rechtzeitig löschen. Aufgrund des starken Westwindes breitete es sich mit hoher Geschwindigkeit nach Osten durch den Prinkenauer Forst aus. Das Feuer sprang im Wipfelbereich der Bäume bis zu 200 Meter weit. Mehrfach drohten dabei Brandbekämpfer vom Feuer eingeschlossen zu werden.
Weder den Löschmannschaften aus den umliegenden Orten noch den 800 Mann aus Hüttenbetrieben der Umgebung noch den hinzugezogenen mehr als 2000 Mann Militär aus verschiedenen umliegenden Garnisonen gelang es zunächst, den Brand unter Kontrolle zu bringen. Erst als am Abend des 16. August 1904 der Wind abschwächte, konnte das Feuer zum Stehen gebracht werden. Aber erst nach Regenfällen am 22. August 1904 war die Gefahr endgültig gebannt.

## Folgen
Ein Waldarbeiter kam in dem Feuer ums Leben. Das Dorf Neuvorwerk, mitten in dem betroffenen Wald gelegen, brannte innerhalb einer halben Stunde komplett nieder. Die Ortschaften Oppach und Rabsen brannten teilweise ab. Die Ortschaft Armadebrunn entging diesem Schicksal nur knapp: Als das Feuer den Ortsrand erreichte, drehte der Wind etwas und das Feuer zog nördlich der Ortschaft vorbei. 18.000 Morgen (ca. 46 Quadratkilometer) Wald wurden in einem Gebiet von etwa 14 mal 6 Kilometern vernichtet, viel Wild verendete, darunter ein Rudel Hirsche, die im Jahr zuvor aus Russland importiert worden waren, und große Heideflächen wurden zerstört.
Die Kosten für die entstandenen Schäden sowie die Lösch- und Rettungsarbeiten musste die Königlich Preußische Eisenbahn als Verursacher des Brandes tragen.